# Francis Arinze

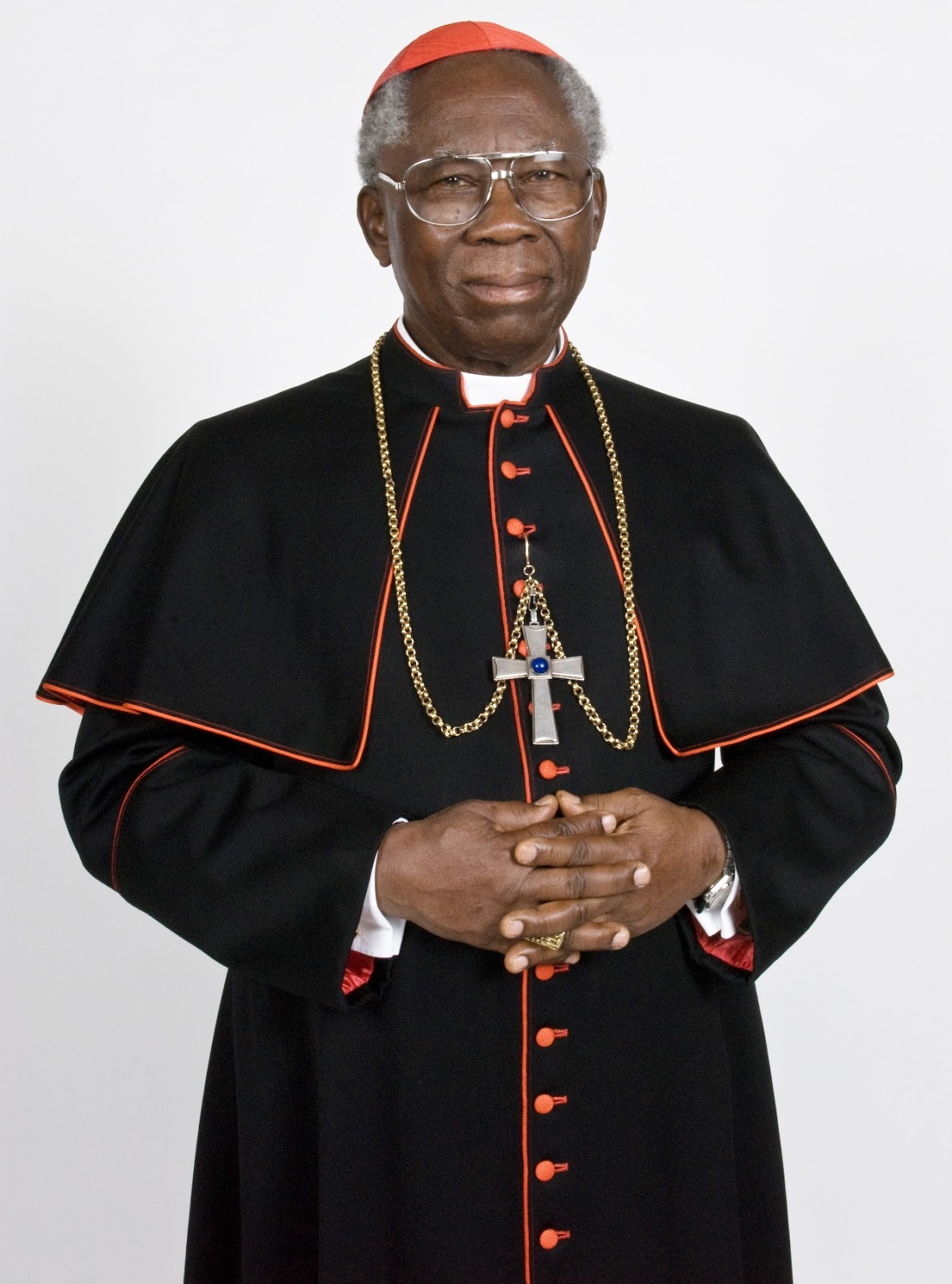
Francis Kardinal Arinze (2010)

Wappen von Francis Kardinal Arinze

Francis Kardinal Arinze (* 1. November 1932 in Eziowelle bei Onitsha) ist ein nigerianischer Geistlicher, ehemaliger Erzbischof von Onitsha und emeritierter Kurienkardinal der römisch-katholischen Kirche. Er leitete zwischen 1984 und 2002 den Päpstlichen Rat für den Interreligiösen Dialog und anschließend bis 2008 die Kongregation für den Gottesdienst und die Sakramentenordnung.

## Leben
Francis Arinze wuchs in einfachen Verhältnissen in einer bäuerlichen Familie auf, die eine lokale indigene Religion praktizierte. Er kam als Kind durch einen Missionar in Berührung mit dem Christentum und ließ sich, wie zuvor sein Bruder, am 1. November 1941, seinem neunten Geburtstag, vom Trappistenpater Cyprian Tansi katholisch taufen. Er erlangte seine höhere Schulbildung am All Hallows Seminary, einem Kleinen Seminar in seiner Heimatstadt, an dem er anschließend, nachdem er die Schule mit dem Senior Cambridge Certificate mit Auszeichnung abgeschlossen hatte, auch unterrichtete. Von 1950 bis 1953 studierte er Philosophie am Bigard Memorial Seminary, dem Priesterseminar des Bistums Enugu in Enugu. Von 1955 bis 1960 studierte er katholische Theologie an der Päpstlichen Universität Urbaniana in Rom, an der er 1959 den Magister Theologiae erlangte und von der er 1960 mit einer Dissertation über Opfer in der traditionellen Religion des Igbo-Volkes in Nigeria summa cum laude zum Dr. theol. promoviert wurde. In Rom empfing er 1958 das Sakrament der Priesterweihe durch Kardinal Grégoire-Pierre Agagianian, Patriarch von Kilikien.
Nach seiner Rückkehr nach Nigeria lehrte Arinze Liturgik und Philosophie am Bigard Memorial Seminary. Zudem arbeitete er in der staatlichen Schulverwaltung. Weitere Studien führten ihn nach London, wo er 1964 ein Diplom in Pädagogik erlangte.
Am 6. Juli 1965 wurde Arinze von Papst Paul VI. zum Titularbischof von Fissiana und Koadjutorbischof des Erzbistums Onitsha ernannt. Die Bischofsweihe am 29. August 1965 spendete ihm der Erzbischof von Onitsha, Charles Heerey. Mitkonsekratoren waren der Erzbischof von Lagos, John Kwao Amuzu Aggey, und der Bischof von Ikot Ekpene, Dominic Ignatius Ekandem. Arinze war zu diesem Zeitpunkt der jüngste Bischof der römisch-katholischen Kirche. Am 26. Juni 1967, fast fünf Monate nach Heerys Tod, wurde er zum Erzbischof von Onitsha ernannt.
Arinze nahm 1965 an der letzten Sitzungsperiode des Zweiten Vatikanischen Konzils teil. Er ist (Stand: 19. September 2024) einer von noch vier lebenden Konzilsvätern, der letzte auf dem afrikanischen Kontinent geborene und zudem der letzte lebende Kardinal, der am Konzil als Konzilsvater teilnahm.
Von 1979 bis 1984 leitete Arinze die Nigerianische Bischofskonferenz, ehe ihn Papst Johannes Paul II. im April 1984 zum Präsidenten des Sekretariates für die Nichtchristen, das 1988 in Päpstlicher Rat für den Interreligiösen Dialog umbenannt wurde, ernannte und am 25. Mai 1985 als Kardinaldiakon mit der Titeldiakonie San Giovanni della Pigna in das Kardinalskollegium aufnahm. 1996 wurde er unter Beibehaltung seiner Titeldiakonie pro hac vice zum Kardinalpriester ernannt.
Von 2002 bis 2008 leitete Kardinal Arinze als Präfekt die Kongregation für den Gottesdienst und die Sakramentenordnung. Am 25. April 2005 wurde er durch Papst Benedikt XVI. zum Kardinalbischof von Velletri-Segni ernannt und damit dessen Nachfolger als Titelträger dieses suburbikarischen Bistums.
In der Frage der Messfeiern in lateinischer Sprache schlug der Kurienkardinal den Priestern vor, ab und zu die Zelebration der Gottesdienste in der lateinischen Form des Missale Romanum durchzuführen.
Kardinal Arinze feierte auch in der außerordentlichen Form des römischen Ritus, etwa am 28. September 2011 in der Kirche Holy Name of Jesus in Providence, Rhode Island.
Am 9. Dezember 2008 nahm Benedikt XVI. sein aus Altersgründen hervorgebrachtes Rücktrittsgesuch vom Amt des Präfekten der Kongregation für den Gottesdienst und die Sakramentenordnung an. Am 14. Februar 2009 ernannte ihn Benedikt XVI. zum delegierten Präsidenten der im Oktober desselben Jahres stattfindenden Sonderversammlung der Bischofssynode für Afrika.
Nach der Rücktrittsankündigung von Papst Benedikt XVI. im Jahre 2013 wurde er, obwohl er durch das Erreichen der Altersgrenze (80. Geburtstag) nicht mehr am Konklave 2013 teilnahm, in verschiedenen Medien als papabile gehandelt. Bereits im Vorfeld des Konklave 2005, an dem er noch teilgenommen hatte, galt Kardinal Arinze als papabile.
Angesichts der ab Februar 2018 diskutierten Öffnung der Kommunion für evangelische Ehepartner, für die sich unter anderem eine Mehrheit der Deutschen Bischofskonferenz ausgesprochen hatte, übte Kardinal Arinze im Mai desselben Jahres Kritik daran. Er erklärte, die Kommunion sei nichts, „das man mit Freunden wie Bier oder Kuchen teilen“ könne, und sah in deren Öffnung für Nichtkatholiken einen Verstoß gegen die katholische Lehre zur Eucharistie.
Am 5. Januar 2023 konzelebrierte Arinze beim Requiem für Papst Benedikt XVI. auf dem Petersplatz.

## Mitgliedschaften in der Römischen Kurie
Kardinal Francis Arinze ist Mitglied der folgenden Kongregationen und Räte der Römischen Kurie:
- Dikasterium für die Glaubenslehre
- Dikasterium für die orientalischen Kirchen
- Dikasterium für die Selig- und Heiligsprechungsprozesse
- Dikasterium für die Evangelisierung
- Päpstlicher Rat für die Laien
- Dikasterium zur Förderung der Einheit der Christen
- Päpstlicher Rat für die Kultur

## Bibliographie
- Meeting other believers. The risks and rewards of interreligious dialogue. Gracewing, Leominster 1997, ISBN 0-85244-433-8
  - Begegnung mit Menschen anderen Glaubens. Den interreligiösen Dialog verstehen und gestalten. Dt. von Stefan Liesenfeld. Neue Stadt, München 1999, ISBN 3-87996-399-1
- Religions for peace. A call for unity to the people of the world. Darton, Longman & Todd Ltd., London 2002, ISBN 0-232-52462-9
  - Religionen gegen die Gewalt. Eine Allianz für den Frieden. Dt. von Ulrich Ruh. In: Herder-Spektrum, Bd. 5267. Herder, Freiburg 2002, ISBN 3-451-05267-9
- Brücken bauen. Francis Kardinal Arinze im Gespräch mit Helmut S. Ruppert, Sankt Ulrich Verlag, Augsburg 2002, ISBN 978-3-929246-49-0